# Luciana Paluzzi
Luciana Paluzzi (ur. 10 czerwca 1937 w Rzymie) – włoska aktorka sławna w latach 50. i 60.
Największą sławę przyniosła jej rola Fiony Volpe w czwartym filmie o Jamesie Bondzie z 1965: Operacja Piorun (Thunderball).